# Aquarium Kraków

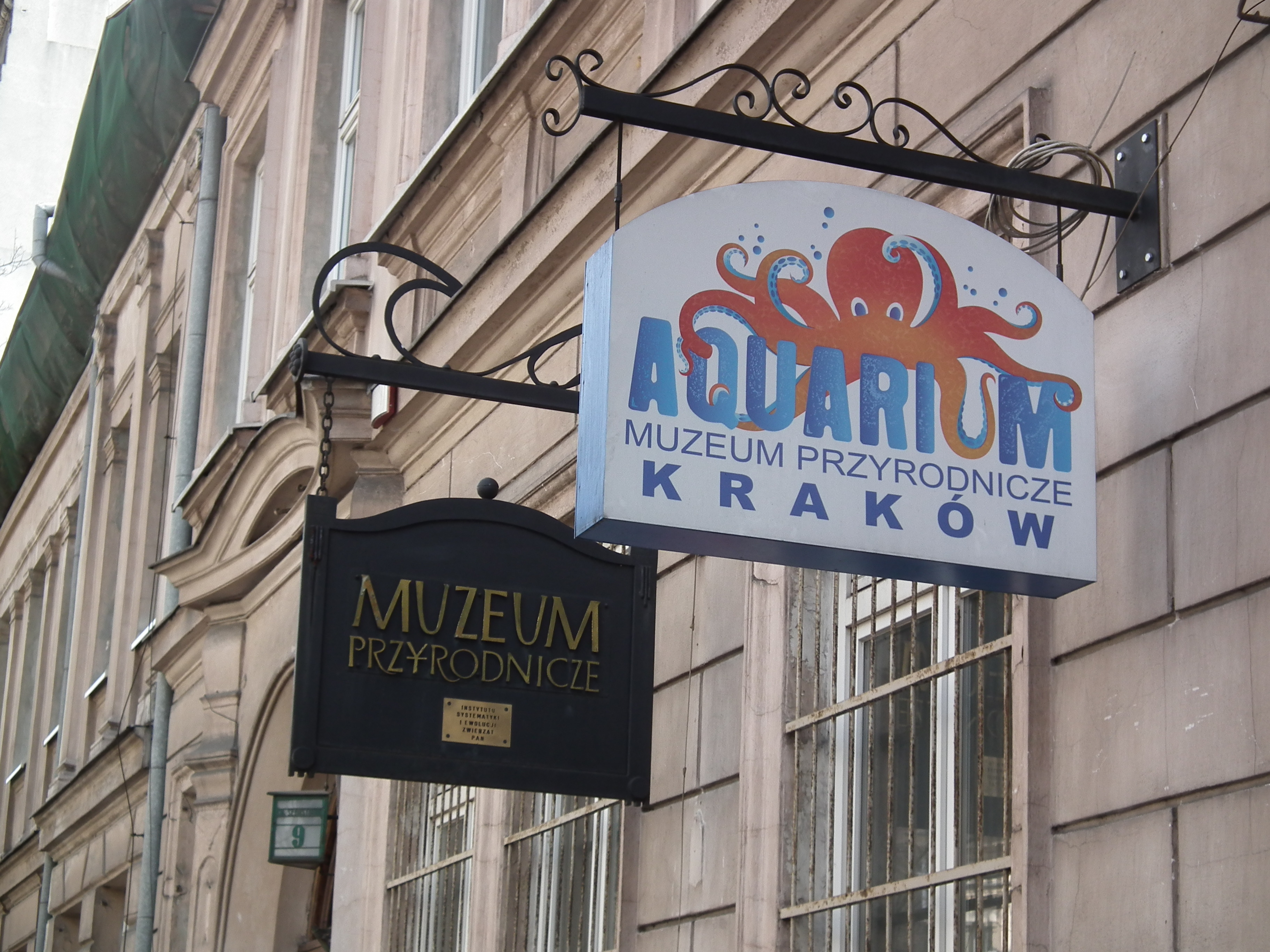
Szyld przy wejściu do Aquarium

Aquarium Kraków – zlikwidowane, działające w latach 2008-2012 prywatne akwarium z siedzibą w Krakowie przy ul. św. Sebastiana 9, w budynku Muzeum Przyrodniczego Instytutu Systematyki i Ewolucji Zwierząt PAN. Aquarium zajmowało jedynie pomieszczenia Muzeum, nigdy nie działało w jego imieniu. Muzeum Przyrodnicze ISEZ PAN jest aktualnie otwarte dla zwiedzających.

## Ekspozycja w latach 2009-2012
Trzon ekspozycji muzealnej stanowiło egzotarium, akwarium oraz stałe wystawy Muzeum Przyrodniczego PAN. Na strukturę organizacyjną ekspozycji składały się: 
- akwarium
  - akwarium słodkowodne (m.in. arowana srebrna, ryby Jeziora Tanganika)
  - akwarium morskie (m.in. skrzydlica, konik morski, błazenka, rozdymka żółta, meduza, rozgwiazda – szkarłupnia, ośmiornica)
  - w budowie: rekinarium
- egzotarium
  - akwaterrarium z basenem dla żółwi (żółw czerwonolicy, skorpucha jaszczurowata)
  - herpetarium (m.in. boa dusiciel, pyton siatkowany, pyton tygrysi, pyton ametystowy, kobra, żmija grabarska, biczówka, mokasyn, agama kołnierzasta, iguama kubańska, heloderma, felsuma, waran salvadori, bazyliszki, drzewołazy, żaba rogata)
  - terrarium (m.in. żółw lądowy, biczonogi, petrosaurus, dracaenaceae, tamaryny białoczube)
  - insektarium (ptaszniki, insekty)
- Część stałej ekspozycji Muzeum Przyrodniczego ISEZ  PAN
  - Sala z Nosorożcem (nosorożec włochaty, czaszka mamuta)
  - Sala Skamieniałości
  - Sala Minerałów

W ujęciu zoologicznym, w akwarium i egzotarium zgromadzono następujące gatunki: 
- Ryby i organizmy wodne
  - słodkowodne: ryby Amazonki i jeziora Tanganika,
  - słonowodne: ryby i inne zwierzęta zamieszkujące rafy koralowe, mureny, rekiny, koniki morskie, świecące ryby głębinowe
- Gady
  - kajmany, węże (dusiciele: anakondy, pytony), węże jadowite (żmije, grzechotniki, żararaki, trwożnice, kobry, mokasyny) – największa kolekcja w Polsce
  - jaszczurki (warany, iguany, gekony, kameleony, teju, dracena, bazyliszki, biczogony, agamy, helodermy – jedyne na świecie jadowite jaszczurki)
- Płazy
  - żaby (między innymi: drzewołazy, argentyńskie żaby rogate)
- Żółwie
  - żółwie wodne i lądowe
- Ssaki: 
  - małpy: tamaryny białoczube

## Galeria

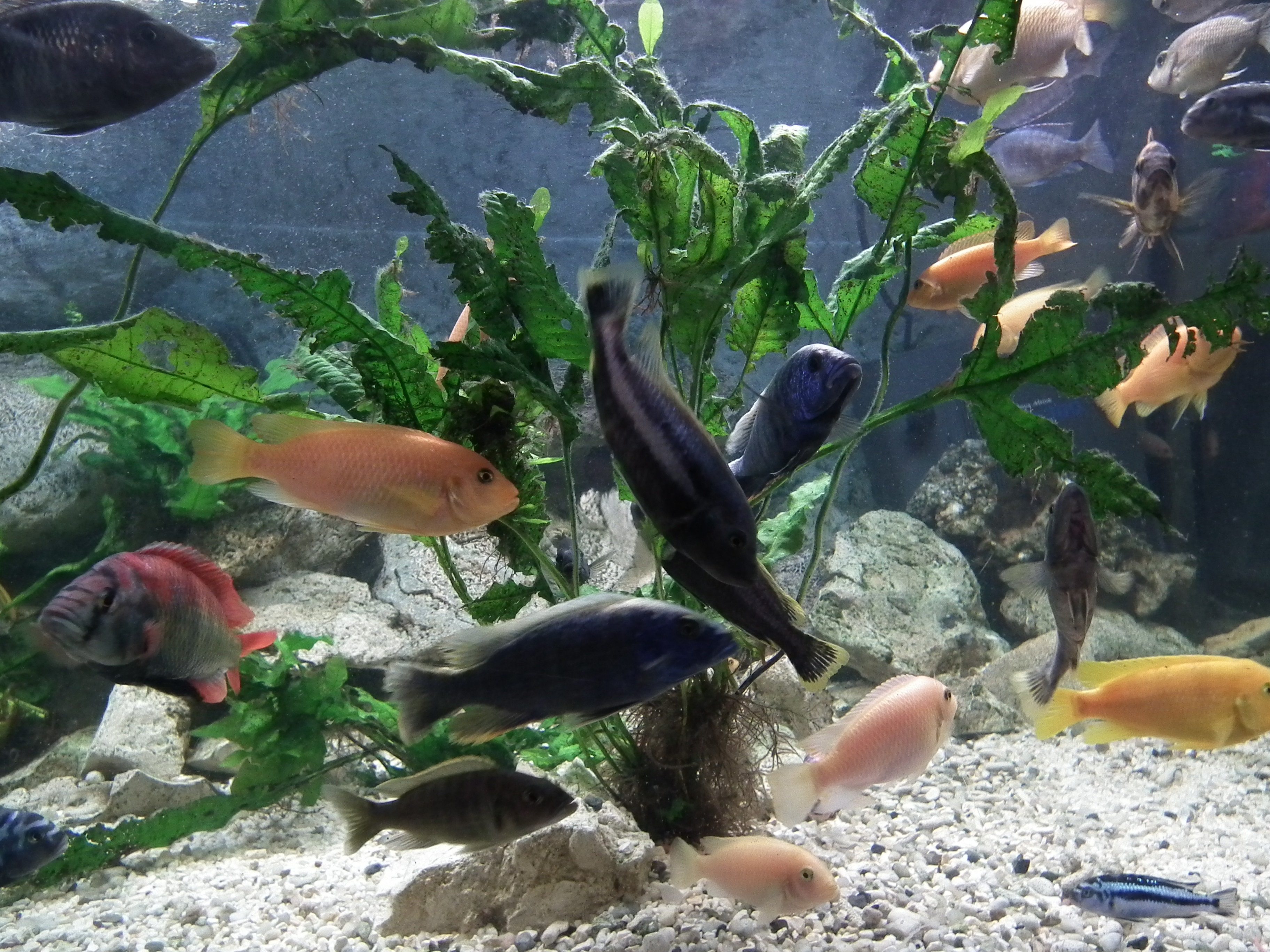
Jedno z akwariów w Aquarium
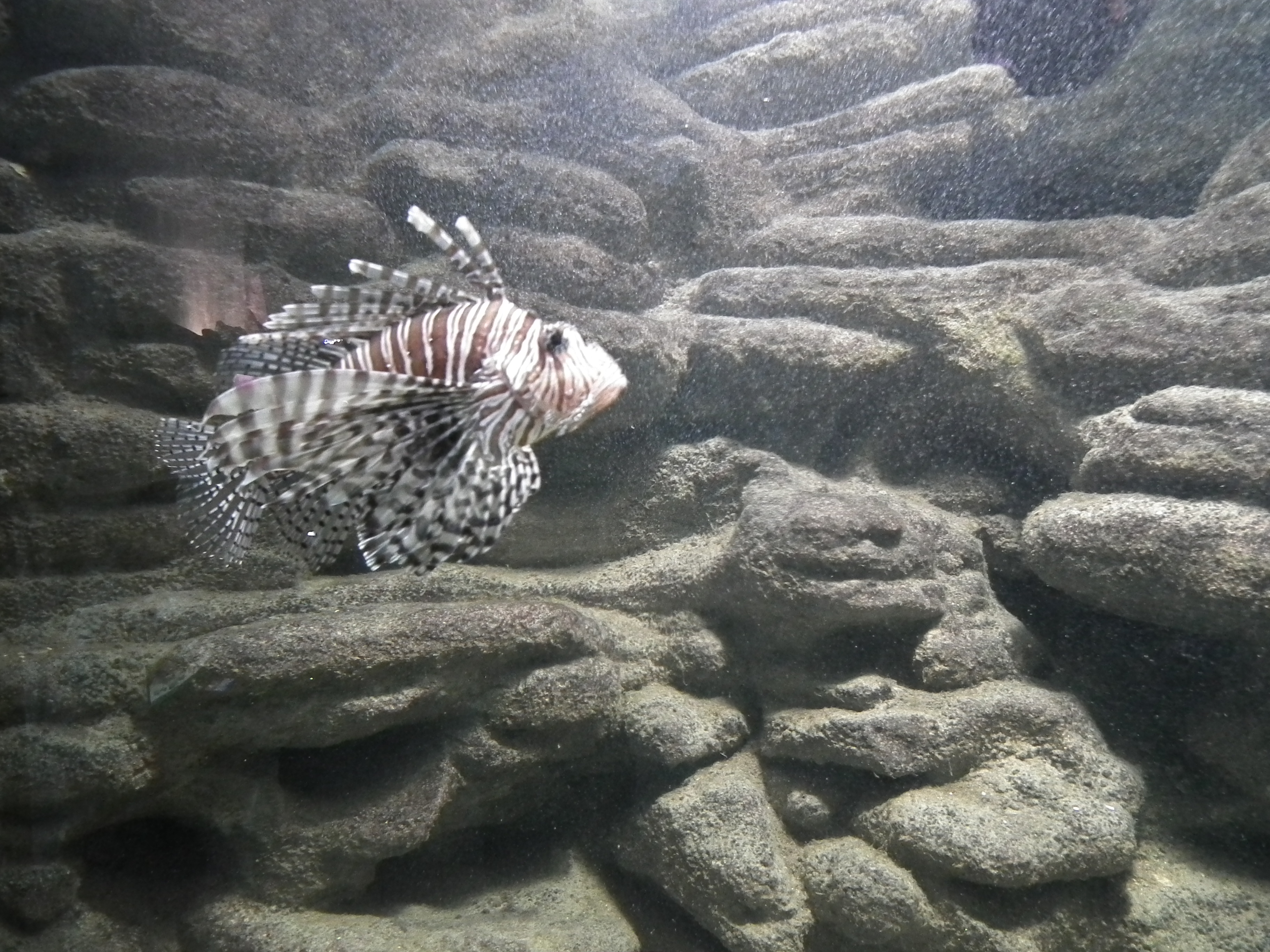
Skrzydlica w Aquarium
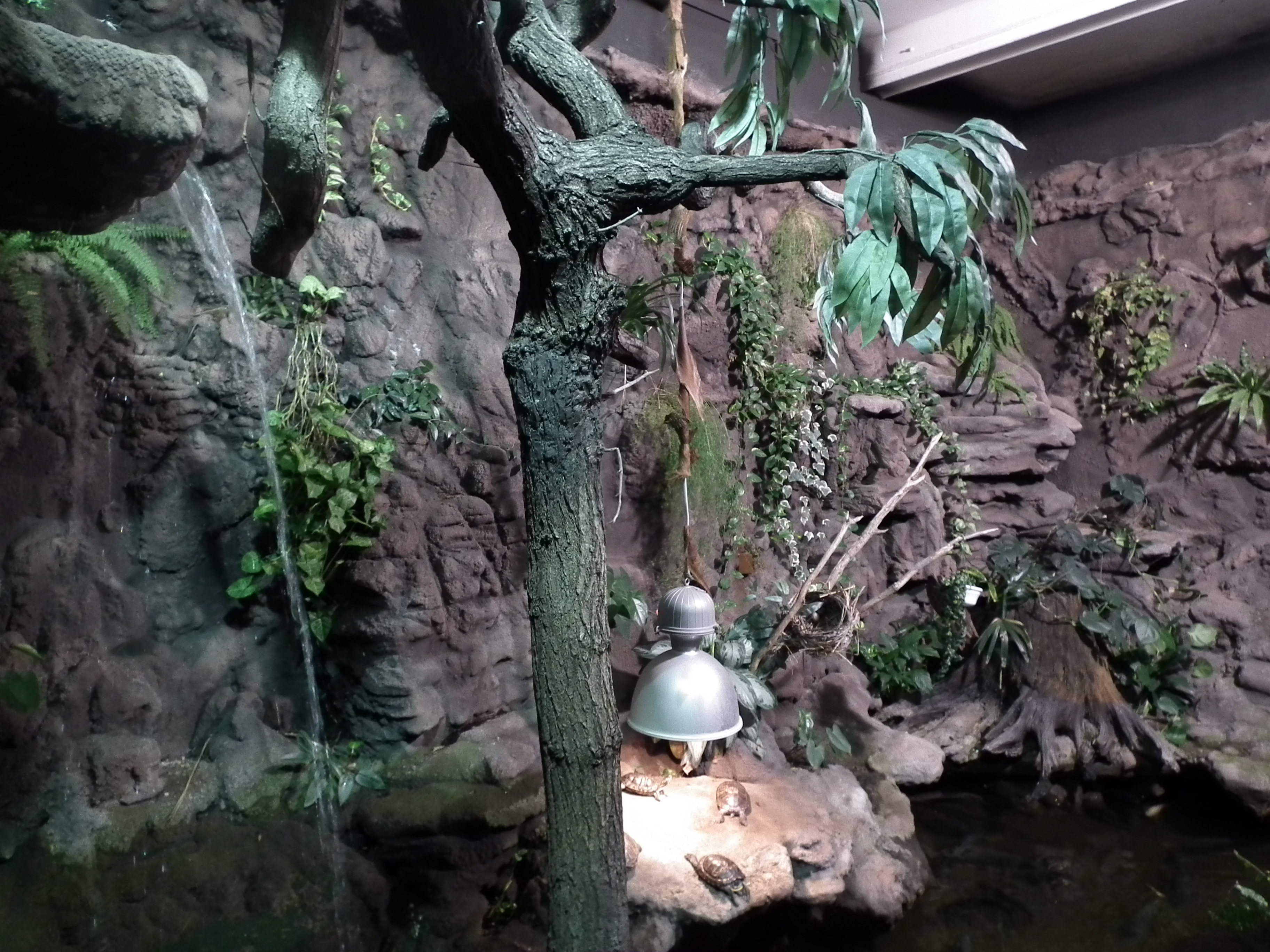
Akwaterrarium w Aquarium
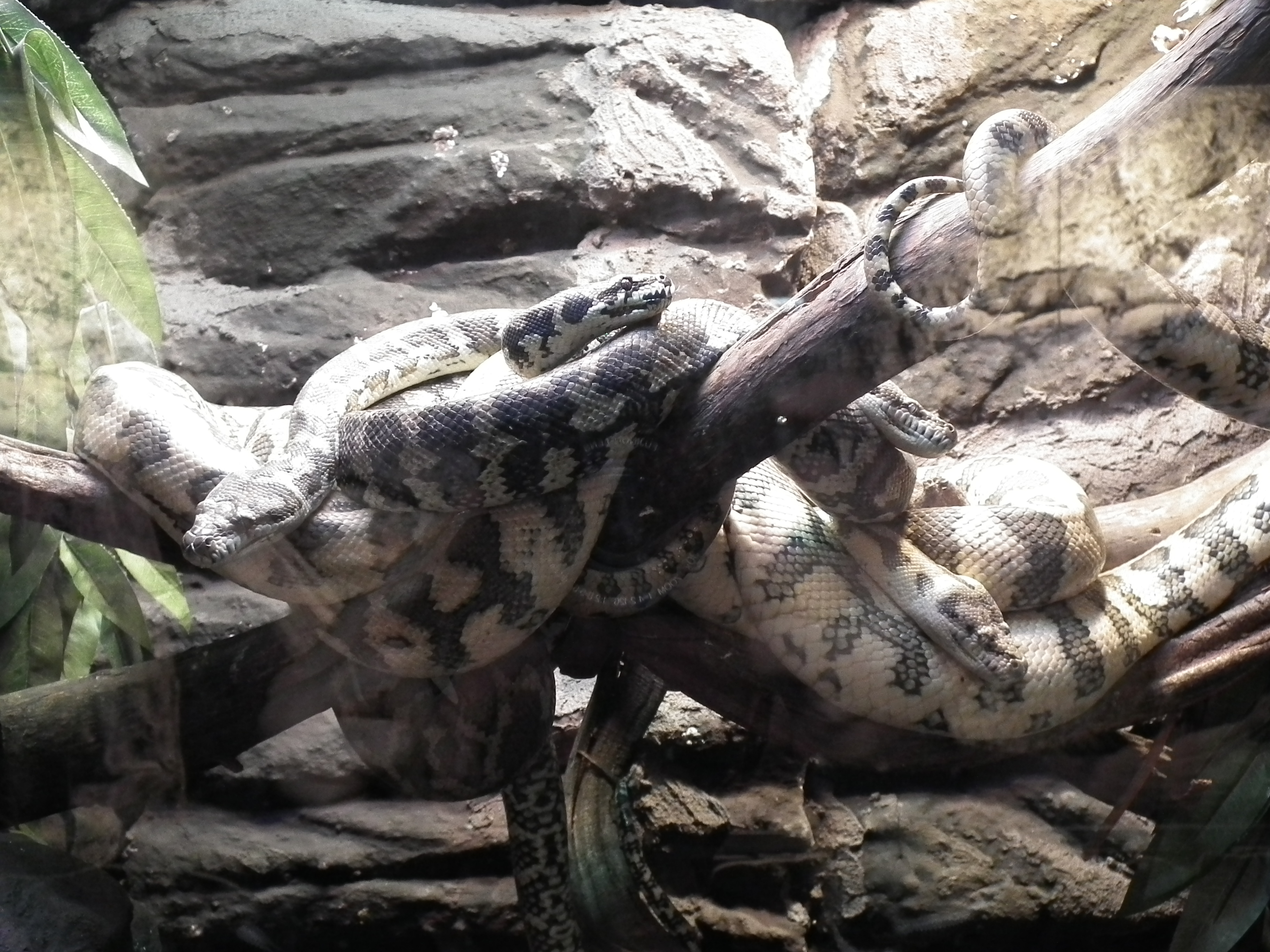
Herpetarium w Aquarium
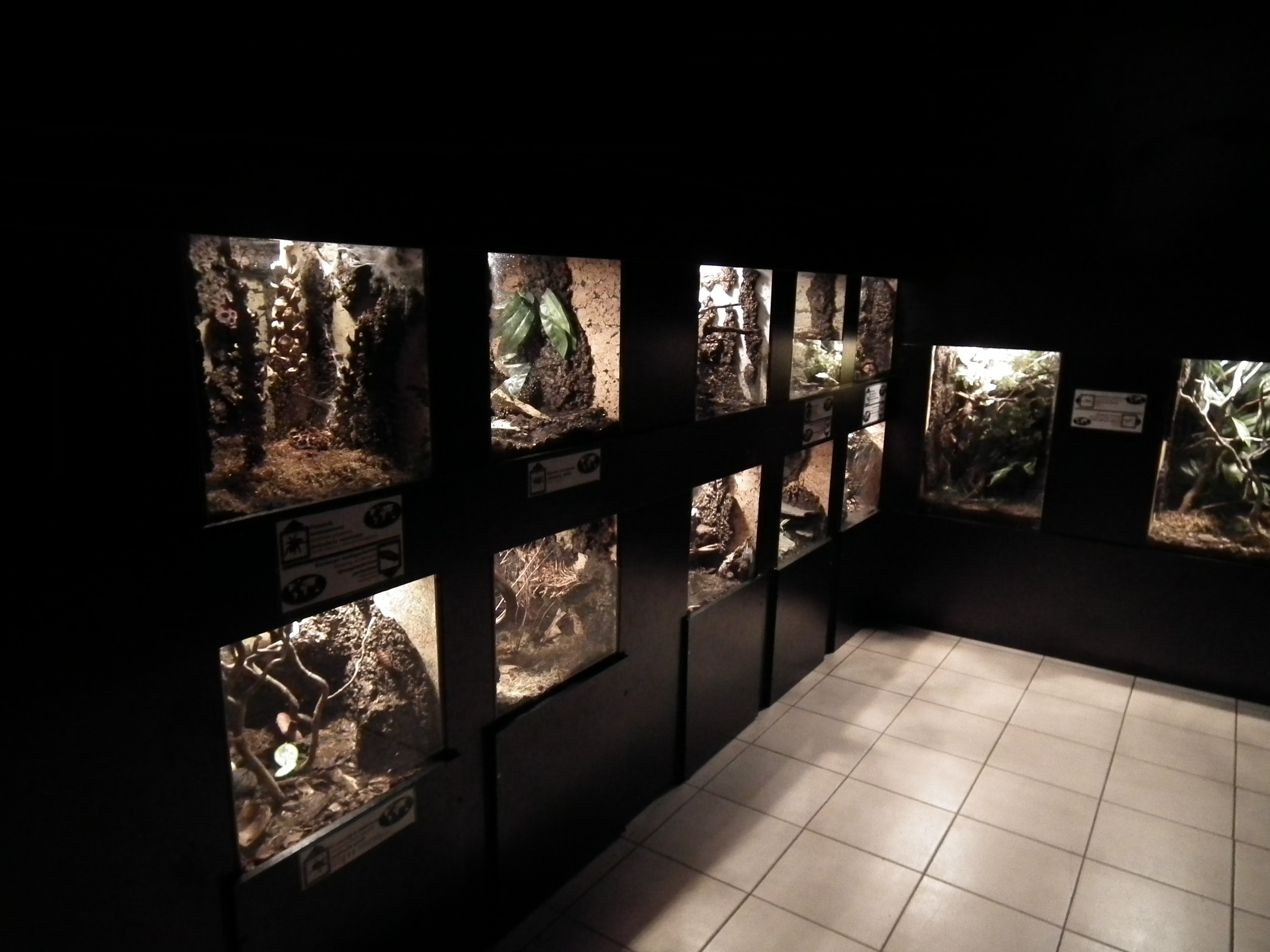
Insektarium w Aquarium
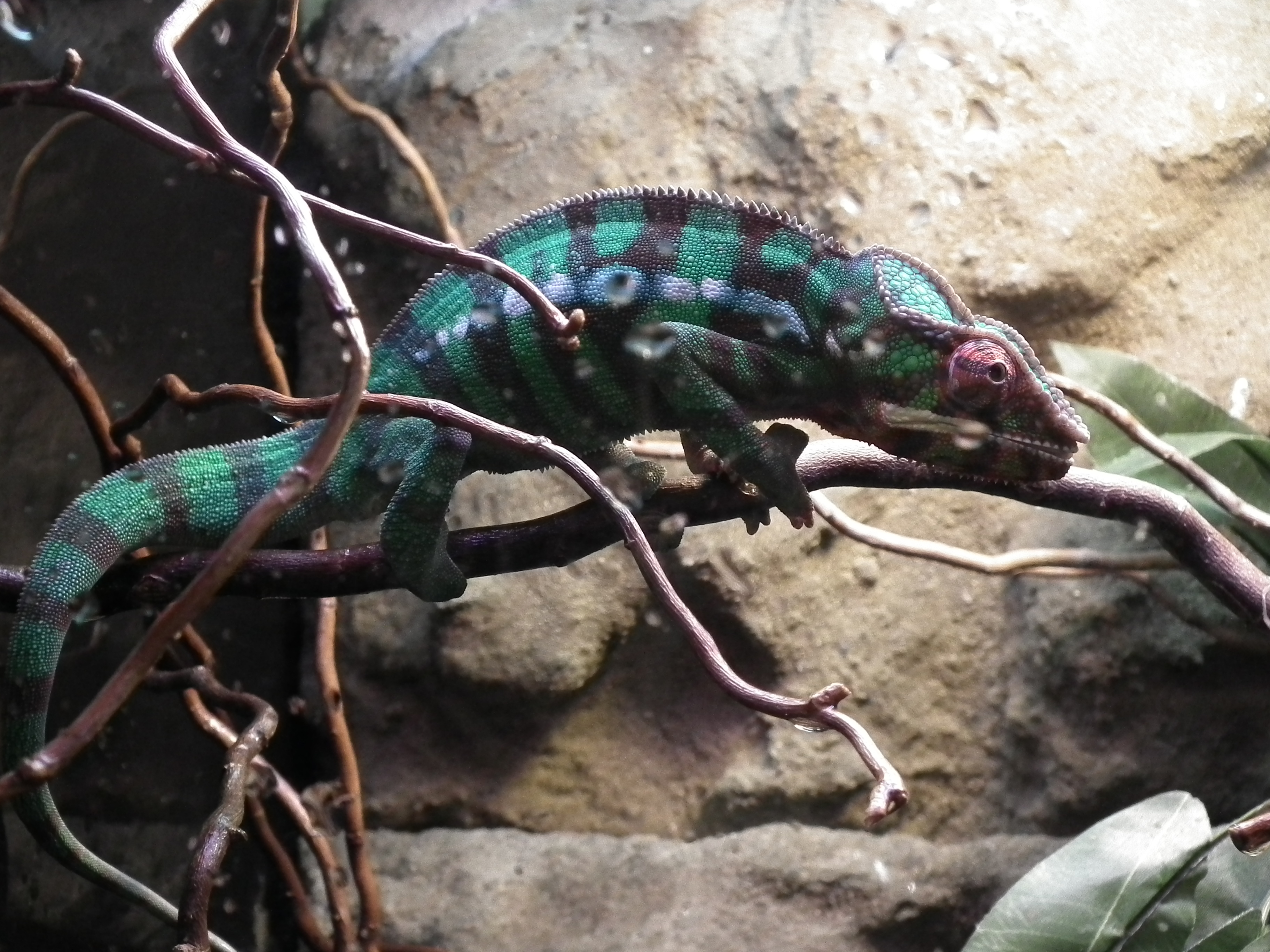
Terrarium w Aquarium, kameleon
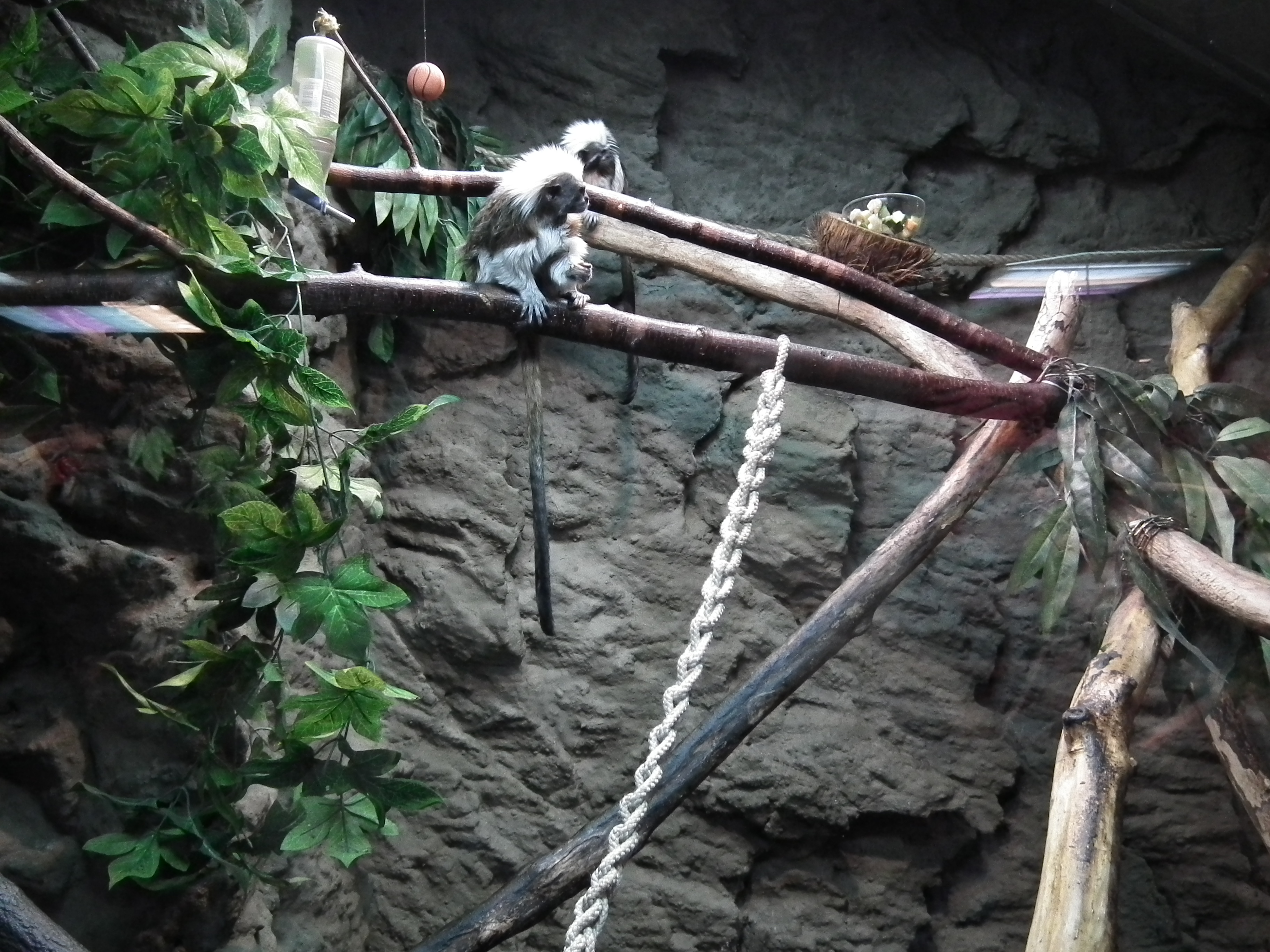
Egzotarium w Aquarium, tamaryny białoczube